# ميلز ماليسون
ميلز ماليسون (بالإنجليزية: Miles Malleson)‏ (و. 1888 – 1969 م) هو ممثل هزلي، وكاتب سيناريو، وممثل أفلام بريطاني، توفي في لندن، عن عمر يناهز 81 عاماً.

## التعليم
تعلم في كلية ايمانويل، كامبريدج.

## وصلات خارجية
- ميلز ماليسون على موقع IMDb (الإنجليزية)
- ميلز ماليسون على موقع ألو سيني (الفرنسية)
- ميلز ماليسون على موقع أول موفي (الإنجليزية)
- ميلز ماليسون على موقع قاعدة بيانات برودواي على الإنترنت (الإنجليزية)
- ميلز ماليسون على موقع قاعدة بيانات الأفلام السويدية (السويدية)
- ميلز ماليسون على موقع ديسكوغز (الإنجليزية)
- ميلز ماليسون على موقع قاعدة بيانات الفيلم (الإنجليزية)
- ميلز ماليسون على موقع كينوبويسك (الروسية)